# Echium arenarium
Echium arenarium är en strävbladig växtart som beskrevs av Giovanni Gussone. Echium arenarium ingår i släktet snokörter, och familjen strävbladiga växter. Inga underarter finns listade i Catalogue of Life.